# Cirkus Madigan (1887)

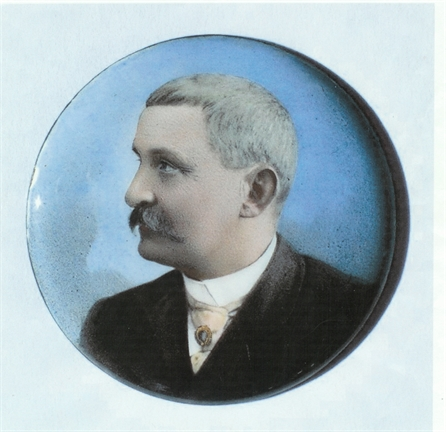
Cirkusdirektören John Madigan

Cirkus Madigan var en svensk cirkus, grundad 1887 av den amerikansk-svenske cirkusdirektören John Madigan.
Redan 1879 hade John Madigan försökt sig på att turnera i Finland med ett litet cirkussällskap, bestående av John Madigan, hans sambo Laura Madigan, styvdottern Elvira Madigan samt Lauras bröder Ludvig Elias Olsen och Frans Oscar Olsen. Troligen blev företaget ingen ekonomisk succé, eftersom familjen Madigan redan efter en säsong sökte sig till andra cirkusar i Centraleuropa. Där utvecklade sig Elvira Madigan till en av 1880-talets stora affischnamn inom europeisk cirkus, då hon tillsammans med fostersystern Gisela Brož framträdde som lindansös. 
Tack vare de pengar de båda flickorna dragit in kunde John Madigan våren 1887 starta ett nytt cirkusföretag, denna gång tillsammans med sin bror James Madigan och dennes hustru Lovisa och dottern Rosa Madigan samt Lauras son Oscar Madigan. Premiären var i Fredericia i Danmark, men redan hösten samma år flyttades verksamheten över till Sverige. I Kristianstad i början av januari 1888 sågs cirkusen av kavallerilöjtnanten Sixten Sparre. Denne blev häftigt förälskad i Elvira Madigan och började bombardera henne med kärleksbrev. Elvira ställde sig avvisande, men efter ett nervsammanbrott gav hon med sig och lämnade familjen för Sparre. Efter knappt två månader mördades Elvira av Sparre som därefter tog sitt eget liv. Händelsen blev ett oerhört svårt slag för familjen Madigan.

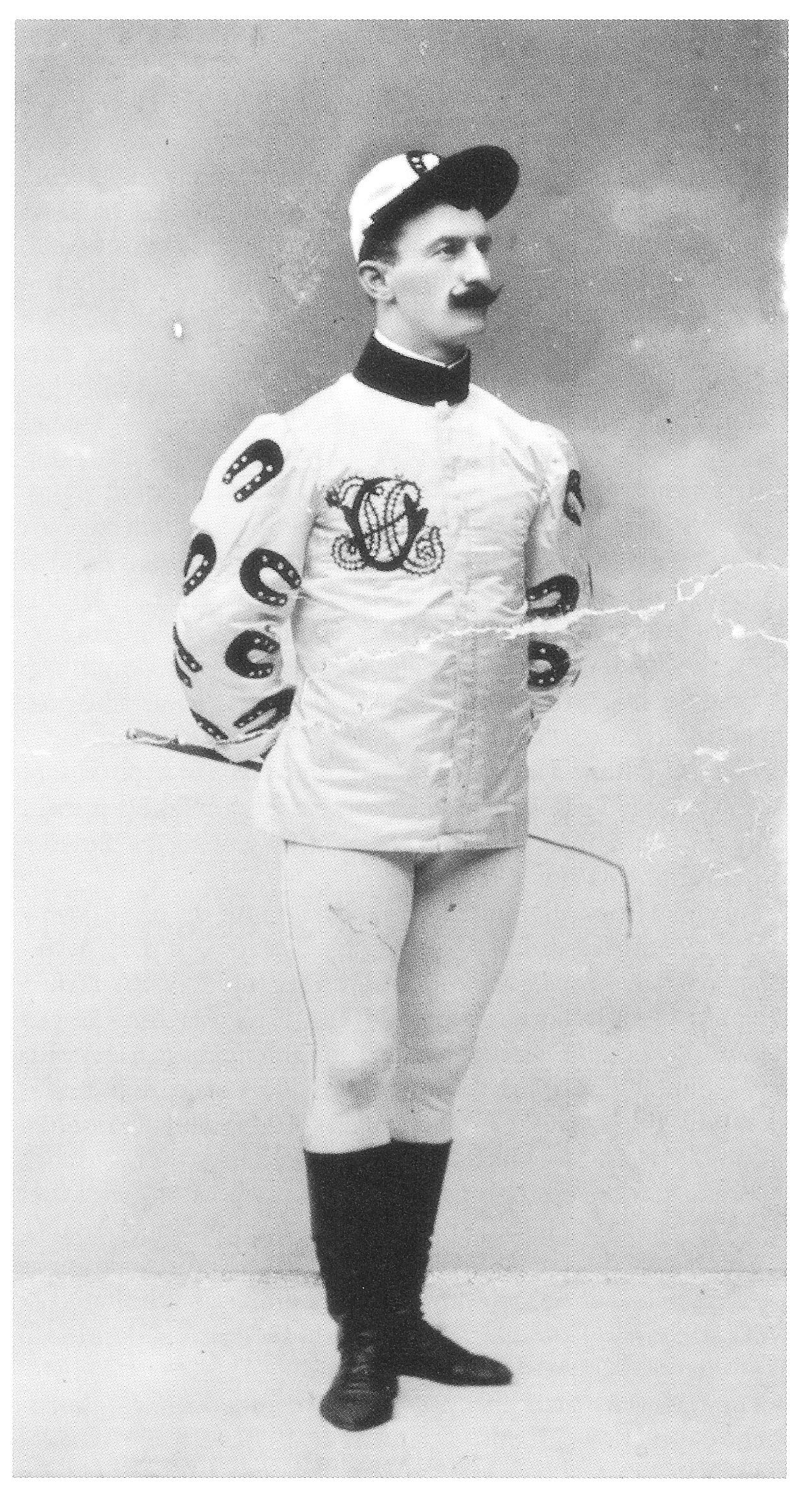
Cirkusdirektören Henning Orlando

Cirkusen levde trots allt vidare, och utvecklade sig under 1890-talet till en av Sveriges ledande cirkusar. Efter John Madigans död 1897 drev hans änka Laura cirkusen under några år, men 1902 sålde hon företaget till Henning Orlando, som arbetat på Cirkus Madigan sedan hösten 1889. Denne bytte två år senare namn på företaget till Cirkus Orlando. 
Som "Cirkus Orlando" drevs cirkusföretaget vidare till 1938, då Henning Orlando lät pensionera sig. Hästar och andra inventarier såldes till bröderna Bronett och deras nystartade Cirkus Scott.